# SD50型柴油机车
SD50型柴油机车是美国通用汽车易安迪公司（GM-EMD）在1980年推出的一款电力传动柴油机车，也是美国第一代采用微机控制的柴油机车车型之一，主要竞争对象是通用电气公司的C36-7型柴油机车。

## 发展历史
1970年代中期，易安迪Dash 2系列柴油机车在激烈的美国市场取得成功之后，易安迪公司随即着手研制下一代柴油机车产品。1977年，易安迪公司推出作出技术验证平台的GP40X型柴油机车，并交付圣塔菲铁路、南太平洋铁路、联合太平洋铁路、南方铁路这四家大型铁路公司试用，在这些铁路公司的协助下易安迪公司对GP40X型柴油机车进行了全面的性能试验和运用考核。1980年，面对来自通用电气“Dash 7”系列柴油机车的竞争，易安迪公司正式推出以GP50、SD50型柴油机车为代表的“50系列”产品，该两款机车均装用一台功率为3500马力的16-645F3B型柴油机，还装备了采用微机控制的的易安迪“超级系列”（Super Series）轮对电子蠕滑控制装置。易安迪公司在此以前也曾经推出过3600马力的SD45、SD45-2型柴油机车，但由于两者均采用燃油经济性较差的20-645E3型柴油机，因此这两款车型并未受到铁路公司的普遍欢迎。
然而，曾经被易安迪公司寄予厚望的“50系列”柴油机车在投放市场后销售表现却未如人意，主要原因是推出时间时间适逢1980年代初的美国经济衰退，加上1980年《斯塔格斯铁路法》的实施带来的铁路公司并购潮，主要铁路公司对于新车采购都抱着审慎态度。除此之外，GP50、SD50型柴油机车的可靠性方面亦存在着很多问题，特别是故障频生的16-645F3B型柴油机更是对易安迪公司声誉的一大打击，迫使易安迪公司加快710系列柴油机的开发。1983年，易安迪公司在美国本土的机车销量首次落后于通用电气公司。就在1980年代初美国铁路机车市场萧条的这段时间内，通用电气公司开发出新一代的“Dash 8”系列柴油机车，这种机车在牵引能力、燃油经济性、运用可靠性等方面都全面优于易安迪的“50系列”机车。1984年，意欲收复失地的易安迪公司宣布推出以GP60、SD60型柴油机车为代表的“60系列”产品，而“50系列”机车亦在推出短短五年之后的1985年停产。
1980年12月至1985年5月，易安迪公司为美国本土的铁路公司制造了共361台SD50型柴油机车，主要用户包括联合铁路、海岸系统铁路、密苏里太平洋铁路、切萨皮克与俄亥俄铁路、芝加哥和西北铁路等铁路公司。除此之外，易安迪旗下位于加拿大安大略省的通用汽车柴油机公司（GMD）亦为加拿大国家铁路设计制造了60台采用全宽度司机室的SD50F型柴油机车。同时，易安迪公司也授权澳洲克萊德工程公司，为力拓集团的哈默斯利铁矿铁路提供了5台采用较短车体的SD50S型柴油机车。

## 技术特点
SD50型柴油机车是3500马力的干线货运用六轴柴油机车，总体布置延续了SD40-2型柴油机车的基本结构，采用单司机室、底架承载结构、双侧外走廊的罩式车体，车体上部自前向后由电气室、司机室、动力室、冷却室四部分组成。柴油机进气和电气装置的冷却空气均经过离心式空气滤清器，并将通过发电机的部分冷却空气导入到动力室内，从而使动力室内的空气压力保存为微正压，以减少灰尘进入车内。SD50型和SD40-2型机车的总体布置比较，主要变化是将制动电阻带安装在高压室和辅助发电机之间的间隔顶部，而不是像原来那样位于动力室的柴油机上方。车顶结构经过重新设计后，不仅方便了动力室顶盖的拆卸和柴油机的维护检修，同时为电阻制动装置的冷却风扇提供了更多的冷却空间。为了符合美国联邦政府于1980年1月颁布生效、关于限制铁路沿线噪声的若干标准，SD50型柴油机车设有排气消声器和低噪音冷却风扇。机车走行部标准配置为两台易安迪HT-C转向架，主要特点包括具有较大刚度的橡胶摇枕弹簧二系悬挂装置、牵引电动机顺置布置、大直径心盘及低位牵引装置等。
动力装置为一台16气缸、二冲程、水冷式、涡轮增压的16-645F3B型柴油机，气缸直径为230毫米，活塞行程为254毫米，当转速为每分钟950转时的标定功率为3800马力，装车运用功率为3500马力。该型柴油机是在以往使用的645E型柴油机基础上强化而成，主要特点包括采用增加强度的曲轴和曲轴箱、装用了新型涡轮增压器、经过激光表面强化处理的气缸套、气缸盖至机体采用整体侧板夹紧等。
传动系统采用交—直流电传动，柴油机直接驱动一台AR16型交流发电机，发出的交流电通过大功率硅整流装置转换为直流电，然后供给六台D87型直流牵引电动机。AR16型牵引发电机采用硅橡胶绝缘的分离式定子绕组，这种绕组结构是为了满足强电流工况之需要而设计的，发电机持续电流高达7020安培，额定电压为1300伏特，并联连接的牵引电动机使机车可以获得较宽广的恒功速度范围，而无需改变牵引电动机的联接方式或进行磁场削弱。D87型牵引电动机是在以往的D77型牵引电动机基础上强化而成的六极直流串励电动机，额定电流为1050安培，额定功率为536千瓦，电枢绕组沿用杜邦卡普顿聚酰亚胺薄膜作为绝缘材料，主极绕组则使用硅橡胶绝缘。为了提高牵引电动机的换向性能和延长电刷寿命，将补偿绕组匝数从D77型牵引电动机的14匝增加至17匝，主极绕组用铜量亦比D77型牵引电动机增加16%。牵引电动机采用轴悬式驱动方式，牵引齿轮传动比为4.13（62：15）。
SD50型柴油机车的控制电路延续了自易安迪Dash 2系列开始采用的模块化电子控制系统。控制电路采用模块化电子控制系统，全部控制电路及保护系统分装在多块印刷电路板插件上，便于迅速查找故障并节省维护时间。SD50型柴油机车设有由微处理器控制的易安迪“超级系列”轮对电子蠕滑控制装置，利用多普勒雷达来测量机车实际移动速度，并由相应自动调节供给牵引电动机的电流，使机车在各种运用条件下的粘着系数得到大幅提高。由于该测速装置的频段颇为接近警察执法部门使用的雷达枪，因此一般的汽车用雷达探测器也可能侦测到行驶中的SD50型柴油机车。

## 主要用户
| 铁路公司               | 数量 | 机车编号             | 备注                                                |
| ---------------------- | ---- | -------------------- | --------------------------------------------------- |
| 巴尔的摩及俄亥俄铁路   | 20   | 8576-8595            | 后来转手至CSX运输公司                               |
| 加拿大國家鐵路         | 60   | 5400-5459            | SD50F                                               |
| 芝加哥和西北铁路       | 35   | 7000-7034            | 后来转手至联合太平洋铁路                            |
| 切萨皮克与俄亥俄铁路   | 43   | 8553-8575, 8624-8643 | 后来转手至CSX运输公司                               |
| 联合铁路公司           | 135  | 6700-6834            | 后来转手至CSX运输、诺福克南方铁路和堪萨斯城南方铁路 |
| 丹佛和格兰德河西部铁路 | 17   | 5501-5517            | 后来转手至联合太平洋铁路、南太平洋铁路              |
| 堪萨斯城南方铁路       | 10   | 703-713              |                                                     |
| 密苏里太平洋铁路       | 60   | 5000-5059            | 后来转手至联合太平洋铁路                            |
| 诺福克和西部铁路       | 6    | 6500-6505            |                                                     |
| 海岸系统铁路           | 81   | 8500-8552, 8596-8623 | 后来转手至CSX运输                                   |
| 南方铁路               | 20   | 6506-6525            | 后来转手至诺福克南方铁路                            |